# Rémy Lecoutre
Rémy Lecoutre (4 maart 2006) is een Belgisch basketballer.

## Carrière
Lecoutre speelde in de jeugd van RBC Ciney, ASTE Kain en AWBB. Hij keerde in 2022 terug naar RBC Ciney waar hij twee seizoenen speelde op dubbele licentie. In 2024 maakte hij de overstap naar de tweede ploeg van Union Mons-Hainaut. Bij Bergen maakte hij zijn debuut in de BNXT League waar hij vier wedstrijden meespeelde met de eerste ploeg. Hij maakte zijn debuut in december 2024 tegen het Nederlandse LWD Basket.